# Mlaștina de la Peșteana
Mlaștina de la Peșteana este o arie protejată de interes național care corespunde categoriei a IV-a IUCN (rezervație naturală, de tip botanic) inclusă în Geoparcul Dinozaurilor „Țara Hațegului”.
Cu o suprafață de 2 ha, rezervația se află pe teritoriul satului Peșteana, comuna Densuș, fiind una din cele mai sudice mlaștini oligotrofe din România, în flora căreia s-au identificat populații de roua cerului (Drosera rotundifolia) - un adevărat relict glaciar și bumbăcăriță (Eriophorum vaginatum), o specie protejată aflată pe lista roșie a IUCN.

## Galerie foto

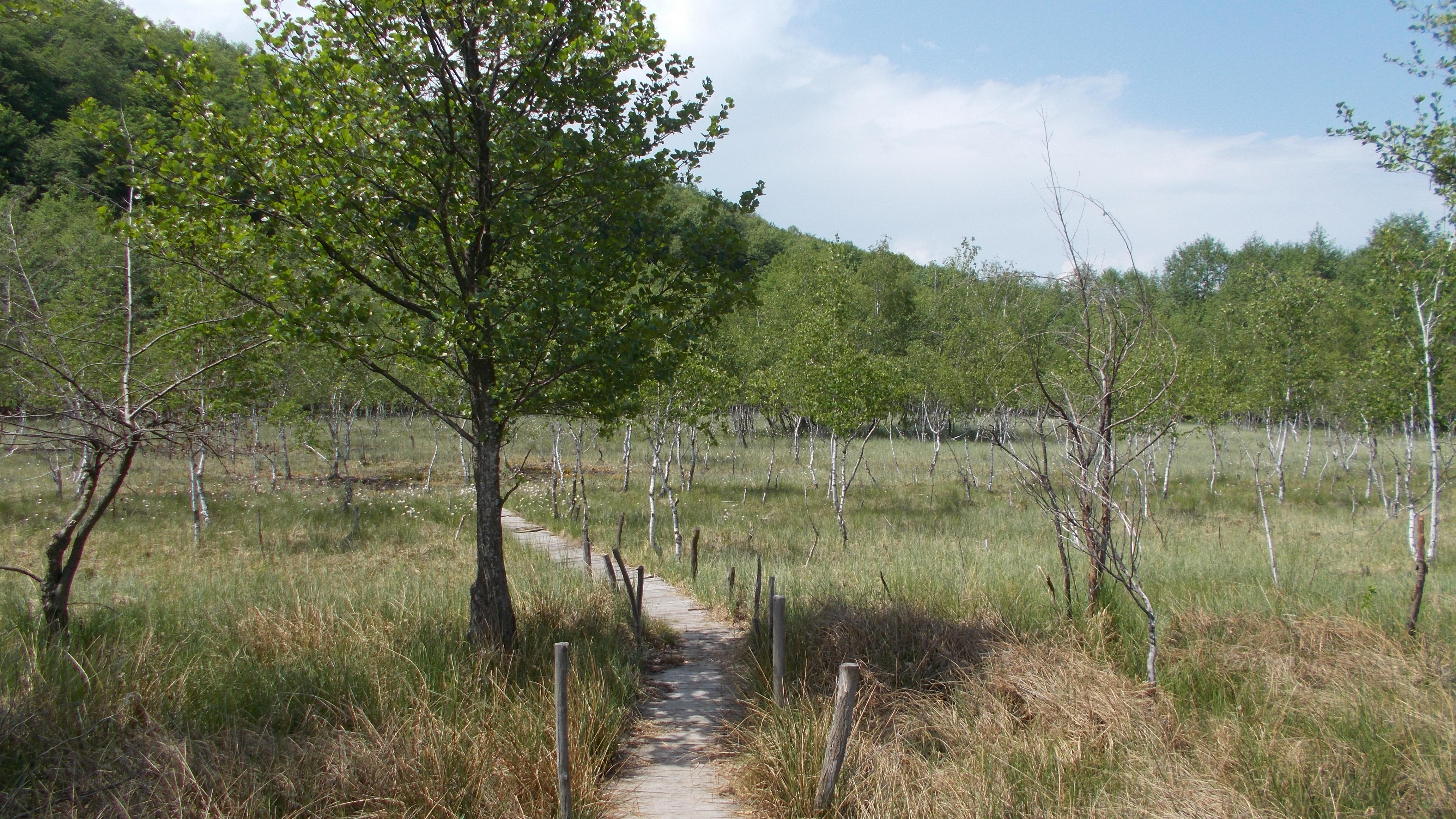
Imagine din rezervație